# Georg I. (Anhalt-Zerbst)
Georg I. von Anhalt-Zerbst (* ca. 1390; † 21. September 1474 in Dessau) genannt „der Ältere“ war ein Fürst von Anhalt-Zerbst.

## Leben
Georg war der zweite Sohn des Fürsten Sigismund I. von Anhalt-Zerbst († 1405) aus dessen Ehe mit Jutta († nach 1411), Tochter des Grafen Gebhard von Querfurt. Georg folgte seinem 1417 gestorbenen älteren Bruder Waldemar IV. in der Regierung.
Im Streit um das Stift Zerbst räumte Georg dem Erzstift Magdeburg 1415 bedeutende Rechte ein und schloss mit demselben ein zehnjähriges Bündnis. Nach dem Tod des Kurfürsten Albrecht III. von Sachsen 1422, zog Georg seine Ansprüche zurück, nachdem König Sigismund Friedrich dem Streitbaren die Kurwürde verliehen hatte, forderte aber Lehen seines Hauses auf Barby, Walternienburg und Seyda. In einem 1435 geschlossenen Vergleich erhielt Georg die Anwartschaft auf Barby. Im Jahr 1444 erneuerte er das Bündnis mit Magdeburg unter Ausdehnung auf alle Zeiten und unter Einschluss aller anhaltischen Fürsten.
Bei einem Stadtbrand in Dessau 1467 wurden auch große Teile des fürstlichen Schlosses und das Staatsarchiv zerstört. Nach dem Tod des Fürsten Bernhard VI. von Anhalt-Bernburg († 1468) fielen dessen Ländereien an Georg. Mit Bernhards Witwe Hedwig von Sagan († 1497) lag er darüber noch jahrelang in Streitigkeiten. Georg legte 1470 die Regierung zu Gunsten seiner vier Söhne nieder, die das Land teilten. Er starb vier Jahre später in Dessau, wo er auch bestattet ist.

## Ehen und Nachkommen
Georg war viermal verheiratet. Seine erste Ehe mit Mathilde († vor 1432), Tochter des Fürsten Otto III. von Anhalt-Bernburg, blieb kinderlos. Aus seiner zweiten Ehe mit Eufemia († 1444), Tochter des Herzogs Konrad III. von Oels, erreichten zwei Töchter das Erwachsenenalter:
- Anna († 1492)
 ⚭ 1. 1456/61 (geschieden) Burggraf Heinrich II. von Meißen († 1484)
 ⚭ 2. 1467 Graf Johann I. von Hohnstein († 1498)
- Marie, Nonne in Brehna

Seine dritte Ehefrau war Sophie († 1451), Tochter des Grafen Sigismund von Hohnstein, mit der er folgende überlebende Kinder hatte:
- Waldemar VI. (1450–1508), Fürst von Anhalt-Köthen
 ⚭ 1485 Gräfin Margarete von Schwarzburg-Blankenburg (1464–1539)
- Hedwig, Nonne in Brehna († vor 1516)
- Barbara, Nonne in Brehna
- Agnes (1445–1504), Äbtissin von Gandersheim 1485, von Neuenheerse 1486, von Kaufungen 1495
- Scholastika (1451–1504), Äbtissin von Gernrode

In vierter Ehe vermählte sich Georg mit Anna († 1513), Tochter des Grafen Albrecht von Lindow-Ruppin, mit der er folgende Kinder hatte, die das Erwachsenenalter erreichten:
- Ernst († 1516), Fürst von Anhalt-Dessau
 ⚭ 1494 Prinzessin Margarethe von Münsterberg (1473–1530)
- Sigismund III. (1456–1487), Fürst von Anhalt-Dessau
- Georg II. (1454–1509), Fürst von Anhalt-Köthen
 ⚭ 1478 Prinzessin Agnes von Pommern-Wolgast († 1512)
- Rudolf IV. († 1510)
- Anna († 1531)
 ⚭ 1498 Graf Johann V. von Oldenburg (1460–1526)